# Ti saluto, vado in Abissinia
Ti saluto! (Vado in Abissinia!) è uno dei canti italiani delle truppe militari composti in occasione della guerra d'Etiopia. Fu secondo per fama solo a Faccetta nera, spesso occupando il lato B dei 78 giri di questa.

## Storia
Il testo fu scritto da Pinchi, con musica di Renzo Oldrati Rossi. Lo spartito fu pubblicato nel 1935 per le Edizioni «Ritmi e Canzoni» di Milano. Fu subito portato al successo da Crivel, ma fu presto eseguito e inciso da vari altri popolari tenori leggeri dell'epoca, quali Aldo Masseglia, Fernando Orlandis, Miscel, Renzo Mori, Guido Serpelloni per le etichette dell'epoca: Durium, Fonit, Columbia, Grammofono, Fonotecnica.

## Argomento
Il testo tratteggia un anonimo giovane soldato che dal paese natale parte lieto in treno per l'Etiopia, insieme ai commilitoni, sia coetanei, che più anziani e decorati, tutti accomunati dai canti militari. I vecchi reduci, avendo superato l'età di leva, si rammaricano di non poter partire. Nel ritornello la giovane recluta saluta la sua innamorata Virginia, alla quale promette di scrivere dal fronte e di ritornare dopo aver innalzato vittorioso il Tricolore «Dall'Alpi al mare» e «fino all'Equator».
Il ritmo scorrevole, il canto melodico e il testo leggero tendono a trasmettere l'idea di una campagna bellica che si risolverà brevemente e facilmente, con risultati universalmente positivi.

## Dopo la guerra
Nel 1970 venne inclusa nel disco numero 23 dell'enciclopedia musicale La canzone italiana della Fratelli Fabbri Editori, insieme a Faccetta nera, Adua e Carovane del Tigrai. Lo stesso anno comparve nel 33 giri L' Italia ha cento anni. Cento anni di canzoni, inni, marce, poesie, discorsi della casa discografica Signal, insieme a più di cinquanta altri titoli.
Nel 1998 il titolo dalla canzone fu usato per una mostra e il suo catalogo, che documentarono lo straordinario consenso prodotto dalla propaganda bellica fascista in occasione della campagna d'Etiopia, ma anche la sua labilità.
Nel 2016 è stato nuovamente utilizzato nel titolo di un libro che riporta le memorie di un soldato richiamato alla leva per la guerra d'Etiopia, nel corso della quale passa dall'illusione di un'avventura entusiasmante alla disillusione della brutalità delle azioni militari e alla maturazione antifascista.